# Nuoto ai campionati mondiali di nuoto 2007 - 200 metri dorso maschili
La gara di nuoto dei 200 metri dorso maschili dei campionati mondiali di nuoto 2007 è stata disputata il 29 e 30 marzo presso la Rod Laver Arena di Melbourne.
Vi hanno preso parte 57 atleti.
La competizione è stata vinta dal nuotatore statunitense Ryan Lochte, mentre l'argento e il bronzo sono andati rispettivamente all'altro statunitense Aaron Peirsol e all'austriaco Markus Rogan.

## Podio
| Posizione | Atleta        | Nazionalità |
| --------- | ------------- | ----------- |
| Oro       | Ryan Lochte   | Stati Uniti |
| Argento   | Aaron Peirsol | Stati Uniti |
| Bronzo    | Markus Rogan  | Austria     |

## Programma
| Data          | Ora   | Turno      |
| ------------- | ----- | ---------- |
| 29 marzo 2007 | 10:36 | Batterie   |
| 29 marzo 2007 | 20:31 | Semifinali |
| 30 marzo 2007 | 19:12 | Finale     |

## Record
Prima della manifestazione il record del mondo e il record dei campionati erano i seguenti.
| Record mondiale       | 1'54"44 | Aaron Peirsol Stati Uniti | 19 agosto 2006 Victoria, Canada |
| Record dei campionati | 1'54"66 | Aaron Peirsol Stati Uniti | 19 luglio 2005 Montreal, Canada |

Durante l'evento è stato migliorato il seguente record:
| Data     | Evento | Atleta      | Nazione     | Tempo   | Record          |
| -------- | ------ | ----------- | ----------- | ------- | --------------- |
| 30 marzo | Finale | Ryan Lochte | Stati Uniti | 1'54"32 | Record mondiale |

## Risultati

### Batterie
| Pos. | Batteria | Corsia | Atleta                      | Nazionalità    | Tempo   | Note |
| ---- | -------- | ------ | --------------------------- | -------------- | ------- | ---- |
| 1    | 8        | 4      | Aaron Peirsol               | Stati Uniti    | 1:57.79 | Q    |
| 2    | 6        | 5      | Ryan Lochte                 | Stati Uniti    | 1:57.95 | Q    |
| 3    | 8        | 3      | James Goddard               | Gran Bretagna  | 1:58.36 | Q    |
| 4    | 7        | 5      | Markus Rogan                | Austria        | 1:59.00 | Q    |
| 5    | 8        | 5      | Răzvan Florea               | Romania        | 1:59.25 | Q    |
| 6    | 7        | 3      | Tomomi Morita               | Giappone       | 1:59.37 | Q    |
| 7    | 6        | 3      | Gregor Tait                 | Gran Bretagna  | 1:59.85 | Q    |
| 7    | 7        | 4      | Arkadij Vjatčanin           | Russia         | 1:59.85 | Q    |
| 9    | 7        | 2      | Masafumi Yamaguchi          | Giappone       | 1:59.98 | Q    |
| 10   | 8        | 2      | Ephraim Hannant             | Australia      | 2:00.31 | Q    |
| 11   | 7        | 7      | Damiano Lestingi            | Italia         | 2:00.38 | Q    |
| 12   | 8        | 1      | Luca Marin                  | Italia         | 2:00.42 | Q    |
| 13   | 7        | 8      | Pedro Oliveira              | Portogallo     | 2:00.62 | Q    |
| 14   | 6        | 8      | Itai Chammah                | Israele        | 2:00.93 | Q    |
| 15   | 6        | 1      | Nicholas Neckles            | Barbados       | 2:01.18 | Q    |
| 16   | 7        | 6      | Ouyang Kunpeng              | Cina           | 2:01.21 | Q    |
| 17   | 7        | 1      | Simon Dufour                | Francia        | 2:01.52 |      |
| 18   | 5        | 4      | Georgios Demetis            | Grecia         | 2:01.57 |      |
| 18   | 8        | 8      | Derya Büyükunçu             | Turchia        | 2:01.57 |      |
| 20   | 8        | 6      | George Du Rand              | Sudafrica      | 2:01.79 |      |
| 21   | 8        | 7      | Zhang Bodong                | Cina           | 2:01.88 |      |
| 22   | 6        | 2      | Ehud Segal                  | Israele        | 2:02.02 |      |
| 23   | 5        | 3      | Andre Schultz               | Brasile        | 2:02.16 |      |
| 24   | 6        | 7      | Hayden Stoeckel             | Australia      | 2:02.32 |      |
| 25   | 6        | 4      | Helge Meeuw                 | Germania       | 2:02.34 |      |
| 26   | 6        | 6      | Jens Thiele                 | Germania       | 2:04.02 |      |
| 27   | 5        | 8      | Juan Veloz                  | Messico        | 2:04.47 |      |
| 28   | 5        | 5      | Seunghyeon Lee              | Corea del Sud  | 2:04.66 |      |
| 29   | 5        | 6      | Pavel Sankovič              | Bielorussia    | 2:05.02 |      |
| 30   | 5        | 7      | Miguel Robles               | Messico        | 2:05.54 |      |
| 31   | 5        | 2      | Sergey Pankov               | Uzbekistan     | 2:05.90 |      |
| 32   | 5        | 1      | Andriy Oleynyk              | Ucraina        | 2:07.22 |      |
| 33   | 3        | 2      | Gart Tune                   | Sudafrica      | 2:07.81 |      |
| 34   | 4        | 6      | Taki M'Rabet                | Tunisia        | 2:08.46 |      |
| 35   | 4        | 3      | Geoffrey Robin Cheah        | Hong Kong      | 2:09.22 |      |
| 36   | 4        | 5      | David Dunford               | Kenya          | 2:09.34 |      |
| 37   | 4        | 2      | Iurii Zakharov              | Kirghizistan   | 2:10.36 |      |
| 38   | 2        | 5      | Felix Cristiadi Sutanto     | Indonesia      | 2:10.42 |      |
| 39   | 4        | 4      | Rony Bakale                 | Rep. del Congo | 2:10.85 |      |
| 40   | 3        | 5      | Gael Adam                   | Mauritius      | 2:11.13 |      |
| 41   | 3        | 4      | Wei Shien Zach Ong          | Singapore      | 2:12.16 |      |
| 42   | 2        | 3      | Kevin Soow Choy Yeap        | Malaysia       | 2:12.32 |      |
| 43   | 4        | 1      | Stanislav Ossinskiy         | Kazakistan     | 2:12.65 |      |
| 44   | 3        | 6      | Sohaib Kalali               | Siria          | 2:12.79 |      |
| 45   | 3        | 1      | Shahin Baradaran Nakhjavani | Iran           | 2:14.53 |      |
| 46   | 4        | 7      | Yu An Lin                   | Taipei cinese  | 2:14.65 |      |
| 47   | 4        | 8      | Juan Montenegro             | Guatemala      | 2:14.71 |      |
| 48   | 3        | 3      | Adonis Ganiev               | Uzbekistan     | 2:14.79 |      |
| 49   | 1        | 3      | Eric Chang                  | Malaysia       | 2:15.33 |      |
| 50   | 2        | 6      | Wen Hao Joshua Lim          | Singapore      | 2:16.01 |      |
| 51   | 3        | 7      | Amine Kouam                 | Marocco        | 2:16.23 |      |
| 52   | 3        | 8      | Carlos Eduardo Gil          | Perù           | 2:16.80 |      |
| 53   | 2        | 2      | Andrey Molchanov            | Turkmenistan   | 2:24.03 |      |
| 54   | 1        | 4      | Richard Randrianandraina    | Madagascar     | 2:33.35 |      |
| 55   | 1        | 5      | Timur Atahanov              | Turkmenistan   | 2:39.95 |      |
| --   | 2        | 4      | Nuno Rola                   | Angola         | DNS     |      |
| --   | 2        | 7      | Samson Opuakpo              | Nigeria        | DNS     |      |

### Semifinali
I migliori 8 tempi accedono alla finale
| Pos. | Batteria | Corsia | Atleta             | Nazionalità   | Tempo   | Note |
| ---- | -------- | ------ | ------------------ | ------------- | ------- | ---- |
| 1    | 1        | 4      | Ryan Lochte        | Stati Uniti   | 1:55.99 | Q    |
| 2    | 2        | 2      | Aaron Peirsol      | Stati Uniti   | 1:56.39 | Q    |
| 3    | 1        | 5      | Markus Rogan       | Austria       | 1:56.62 | Q    |
| 4    | 1        | 6      | Arkady Vyatchanin  | Russia        | 1:57.56 | Q    |
| 5    | 2        | 3      | Răzvan Florea      | Romania       | 1:58.59 | Q    |
| 6    | 2        | 5      | James Goddard      | Gran Bretagna | 1:58.68 | Q    |
| 7    | 1        | 3      | Tomomi Morita      | Giappone      | 1:58.91 | Q    |
| 8    | 2        | 6      | Gregor Tait        | Gran Bretagna | 1:59.52 | Q    |
| 9    | 1        | 7      | Luca Marin         | Italia        | 1:59.81 |      |
| 10   | 1        | 8      | Ouyang Kunpeng     | Cina          | 1:59.91 |      |
| 11   | 2        | 2      | Masafumi Yamaguchi | Giappone      | 2:00.03 |      |
| 12   | 2        | 7      | Damiano Lestingi   | Italia        | 2:00.17 |      |
| 13   | 1        | 2      | Ephraim Hannant    | Australia     | 2:00.95 |      |
| 14   | 2        | 1      | Pedro Oliveira     | Portogallo    | 2:01.18 |      |
| 15   | 2        | 8      | Nicholas Neckles   | Barbados      | 2:01.66 |      |
| 16   | 1        | 1      | Itai Chammah       | Israele       | 2:01.79 |      |

### Finale
| Pos. | Corsia | Atleta            | Nazionalità   | Tempo   | Note            |
| ---- | ------ | ----------------- | ------------- | ------- | --------------- |
|      | 4      | Ryan Lochte       | Stati Uniti   | 1:54.32 | Record mondiale |
|      | 5      | Aaron Peirsol     | Stati Uniti   | 1:54.80 |                 |
|      | 3      | Markus Rogan      | Austria       | 1:56.02 |                 |
| 4    | 6      | Arkady Vyatchanin | Russia        | 1:57.14 |                 |
| 5    | 2      | Răzvan Florea     | Romania       | 1:57.31 |                 |
| 6    | 7      | James Goddard     | Gran Bretagna | 1:58.88 |                 |
| 7    | 1      | Tomomi Morita     | Giappone      | 1:59.14 |                 |
| 8    | 8      | Gregor Tait       | Gran Bretagna | 1:59.41 |                 |

DNS= Non partito